# بارني (كلب)
بارني (كلب) (30 سبتمبر 2000 - 1 فبراير 2013) كلب من فصيلة سكوتش تيرير يمتلكه الرئيس الأمريكي السابق جورج دبليو بوش والسيدة الأولى السابقة لورا بوش. كان لدى بارني صفحة ويب رسمية خاصة به والتي كانت تؤدي إلى ملحق لموقع البيت الأبيض. ولِد بارني في نيوجيرسي وكان يُشار إليه عادةً باسم "الكلب الأول".

## اهتماماته

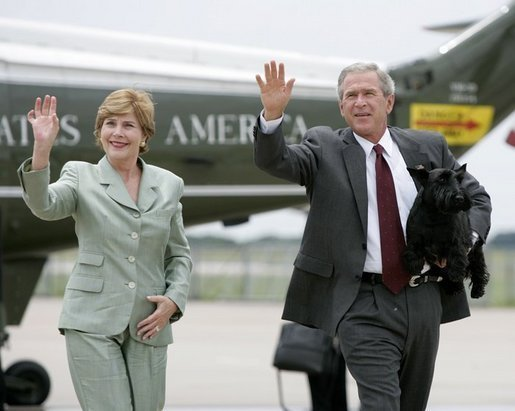
بارني برفقة الرئيس جورج بوش والسيدة الأولى لورا بوش

يقال أن بارني كان يستمتع باللعب بالكرات الطائرة وكرات الجولف، وكان يستمتع بمراقبة ألعاب الحصان. هناك مواقع ويب مختلفة عبر الإنترنت مخصصة لبارني. من أبرز ما يميزه أنه كان النجم الرئيسي لمقاطع الفيديو السنوية لعيد الميلاد التي كان يبثها البيت الأبيض في عهد إدارة بوش. كما ظهر بارني في العديد من الأفلام التي تحمل اسم بارنيكام والتي صنعها موظفو البيت الأبيض، ويقوم ببطولتها بارني نفسه والسيدة بيزلي، الكلبة الرئاسية الأخرى. يمكن العثور على هذه الأفلام على موقع البيت الأبيض المؤرشف في عهد جورج دبليو بوش.

## اهتمام وسائل الاعلام

### بوب وودوارد يقتبس من بوش عن بارني

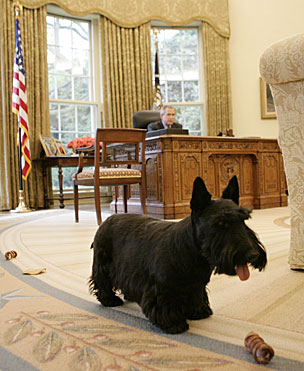
بارني في مكتب الرئيس جورج بوش

تم استحضار اسم بارني في اقتباس شهير لبوش استشهد به بوب وودوارد عن حرب العراق في كتابه "حالة الإنكار: بوش في الحرب، الجزء الثالث، وتكررت خلال مقابلة في برنامج 60 دقيقة: "في أواخر العام الماضي، ذهب كبار الجمهوريين إلى البيت الأبيض للحديث عن الحرب. قالوا: "لن أنسحب حتى لو كانت لورا وبارني هما الوحيدان اللذان يدعمانني".

### انتقادات كارل روف وفلاديمير بوتن
صرح كارل روف، أحد مسؤولي البيت الأبيض، بعد فترة وجيزة من استقالته بأن بارني كان هزيل وضعيف. كما تعرض بارني لانتقادات من الرئيس الروسي فلاديمير بوتن الذي يعتقد أن زعيم العالم يجب أن يمتلك كلابًا كبيرة وقوية، وليس سلالات أصغر حجمًا مثل السلالة الاسكتلندية. في وقت لاحق، عندما قدم بوتن كلبه كوني، لابرادوره الأسود إلى بوش ، قيل إن بوتن قال إن كوني "أضخم، وأكثر صلابة، وأقوى، وأسرع، وأكثر شراسة من بارني".

## انتقادات
في 27 نوفمبر 2006، ظهر بارني في مقال في صحيفة ذي أنيون الساخرة بعنوان "ارتفاع معنويات القوات بسبب زيارة مفاجئة من الكلب الاول". تتحدث المقالة عن زيارة خيالية قام بها بارني للقوات في العراق. في 14 ديسمبر 2006، سخر برنامج ذا ديلي شو من برنامج عطلة بارني الرائعة. في مرحلة ما، تعرض بارني للسخرية في البوق.
في 23 يناير 2007، نشرت سكوتي تيلز مقطع فيديو ساخرًا لكلب من فصيلة اليترير ذات اللون القمحي يُدعى كينزي يطلب من بارني الاتصال بها لتحديد موعد. في عام 2017، بدأت قناة RocketbeansTV الألمانية على اليوتيوب لعبة لعب الأدوار على الطاولة حول الحيوانات التي تمنع هجمات 11 سبتمبر. تضمن القوس الأخير مهمة جانبية لاختطاف بارني من البيت الأبيض للحصول على اهتمام وسائل الإعلام.

## هجومه
في 6 نوفمبر 2008، عض بارني إصبع مراسل وكالة رويترز للأنباء جون ديكر. كان بارني قد عض مديرة العلاقات العامة في فريق بوسطن سيلتيكس، هيذر ووكر في معصمها في 19 سبتمبر 2008، مما أدى إلى تمزق الجلد ونزيف الدماء، ولكن لم يتم الإبلاغ عن الحادث حتى بعد انتخابات 4 نوفمبر. قال المتحدث باسم لورا بوش مازحا بعد ذلك: "أعتقد أن هذه كانت طريقته في القول بأنه انتهى من المصورين".

## وفاته
في 1 فبراير 2013، تم إعدام بارني بسبب إصابته بسرطان الغدد الليمفاوية.كما نجت من سلالة بوش الاسكتلندية الأخرى، ميس بيزلي، التي توفيت لاحقًا في عام 2014.

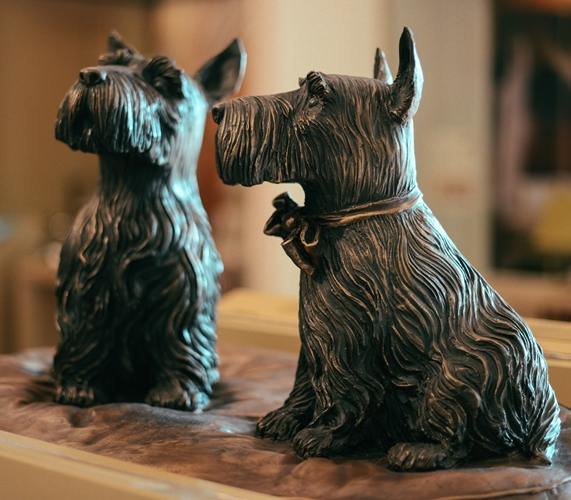
تمثال بارني والسيدة بيزلي البرونزي

تم تكريم بارني والسيدة بيزلي بتمثال برونزي في مكتبة جورج دبليو بوش. يظهر بارني البرونزي أيضًا بين ذراعي تمثال بوش في مدينة الرؤساء في رابيد سيتي، بولاية داكوتا الجنوبية، وهو تركيب فني عام من التماثيل الرئاسية.

## فيلموغرافيا
قام بارني بدور البطولة في إحدى عشر إنتاجًا سينمائيًا حكوميًا. آخر أفلامه، Barney Cam VII: A Red, White and Blue Christmas ، هو فيديو عيد الميلاد لعام 2008 يظهر فيه جورج دبليو بوش وأعضاء عائلته المباشرة والعديد من الرياضيين الأوليمبيين الأمريكيينن، وفيها يحلم بالفوز بالعديد من الأوسمة للولايات المتحدة قبل أن يوقظه الرئيس بوش، الذي يحتاج إلى مساعدة بارني في الاستعداد لعيد الميلاد.